# チョン・ヒョンドン
チョン・ヒョンドン（朝鮮語: 정형돈、1978年2月7日 - ）は、釜山広域市出身のコメディアン。2002年KBS第17期公採コメディアンでデビューし、バラエティ方面でも活動している。

## 略歴
- 本貫は東萊鄭氏[1]。
- 釜山電子工業高等高校卒業後、サムスン電子に入社、2001年まで普通の社会人としての生活を過す。
- サムスン電子退社後、2002年KBS第17回ギャグ・コンテストで銅賞を受賞、KBS第17期公採コメディアンで芸能界デビュー。
- 『ギャグ・コンサート』、『爆笑クラブ』など、バラエティ番組分野に進出。
- 2005年『無限挑戦』のスタートメンバーとして参加。
- 2009年放送作家のハン・ユラと結婚。
- 2015年健康不良のため一時活動休止。
- 2016年復帰し活動再開。

## 逸話
- 女装が似合い、『無限挑戦』でメンバーたちがあるキャラで扮する場合、女装をする場合が多い。
- 無限挑戦の元メンバー、ハハ(2010年3月に復帰予定)と一時期気まずい関係であったが、後に和解した。
- 番組に関する企画提案に積極的らしい。『無限挑戦』でメンバーたちが彼を「アイディア・マン」と呼ぶシーンがあった。
- 従軍時代、部隊でテコンドーの教官を勤めたことがある[2]
- 一時期、『無限挑戦』でのキャラは「ウケない芸能人」で、キャッチフレーズは「笑わすこと以外は万能コメディアン」だったが、今は「ウケる芸能人」キャラに変更。
- ボブスレー韓国国家代表選抜戦に選手として参加し、2009年大韓体育会ボブスレー選手として正式登録されている。

## 出演

### レギュラー番組
- 無限挑戦 (MBC / 毎週土曜日18:30 - 19:50)
- うちの芸術体育 (KBS / 毎週火曜日23:15 - 24:25)
- 週刊アイドル (MBC every1 / 毎週水曜日18:00 - 19:00）
- 冷蔵庫をお願い（JTBC / 毎週月曜日21:40 - 23:00)

### 映画
- ガルガリファミリーとドラキュラ (2003年8月1日公開) - ヒョンドン 役
- Happily N'Ever After 韓国語版 (2008年1月24日公開) - ムンク 役

### ドラマ
- ハイ!フランチェスカ 第1期 (2004年、MBC) - 亀先人 役 (特別出演)

※『無限挑戦』のメンバー全員出演作
- イ・サン(2008年、MBC) - 様々なエキストラで出演した。
- 内助の女王(2009年、MBC) - 就職準備生、新入社員 役

### シットコム
- NONSTOP 5 (2004年~2005年、MBC) - ヒョンドン 役

## ディスコグラフィー

### シングル

#### プロジェクト・シングル
- 無限挑戦江辺北路ソング・フェスト (2007年9月4日発売)

Track2 <ふざけてる>
- 無限挑戦オリンピック大路デュエットソング・フェスト(2009年7月13日発売)

Track3 <バーベキュー>
※エピック・ハイとのユニット「三者デ面」名義。
- 無限挑戦西海岸高速道路ソング・フェスト(2011年7月2日発売)

Track1 <純情マッチョ>
※ジョン・ジェヒョンとのユニット「パリデジアン」名義。「デジ」は韓国語で豚のこと。
- 無限挑戦それなりに歌手だソング・フェスト(2012年1月7日発売)

Track5 <水炊き>
※ミュージカルとアンサンブル13人との共演
- 無限挑戦パク・ミョンスのどうだろうか？ソング・フェスト(2013年1月5日発売)

Track1 <江北おしゃれ>
- 無限挑戦自由路高速道路ソング・フェスト(2013年11月2日発売)

Track2 <しようかな>
※BIGBANGのG-DRAGONとのユニット「ヒョンヨンドンヨン」名義。
- 無限挑戦嶺東高速道路ソング・フェスト(2015年8月22日発売)

Track6 <素敵な小屋>
※2015年、韓国でホットなバンドヒョクオとのユニット「五大天王」名義。

#### デジタル・シングル
- All You Needs Is Love (2006年12月19日発売 / 無限挑戦のメンバー全員によるデジタル・シングル)
- Goカロリー (2010年5月31日発売) - 無限挑戦のメンバーでヒップポップデュオLeeSsangのメンバーでもあるギルとのユニット、「トゥン'S」名義。この曲で彼は韓国音楽著作権協会に作詞家として登録された。

### 参加アルバム
- ガルガリファミリーキャロル 〜Very Merry Christmas〜 (2002年11月発売 / ガルガリファミリーの一員として参加)
- ガルガリファミリーキャロル 〜Summertime〜 (2003年6月21日発売 / ガルガリファミリーの一員として参加)
- NONSTOP 5 O.S.T (2005年9月23日発売) - 彼は韓国ロックバンド、YBの「愛、TWO」を収録した。
- Remixing the Human Soul (2009年7月22日発売) - エピック・ハイのアルバムに収録されている「Electronic Gangster」に参加した。
- Macho Museum (2010年3月16日発売) - Defconnのアルバムに収録されている「友情の舞台」にMCパットンとして参加した。

## 受賞履歴
- KBS第17回ギャグ・コンテスト 同賞 (2002年)
- KBS演芸大賞 コメディ部門 新人賞 (2003年)
- KBS演芸大賞 コメディ部門 優秀賞 (2004年)
- KBS演芸大賞 コメディ部門 最優秀コーナー賞 (2004年 / ギャグ・コンサートの「ドレミトリオ」)
- MBC放送演芸大賞 コメディ/シットコム部門 優秀賞 (2005年)
- MBC放送演芸大賞 大賞 (2007年 / 『無限挑戦』のメンバー全員、イ・シュンジェと共同受賞)
- 第89回全国体育大会 エアロビック同好者一般部 6人組 第2位 (2008年 / 『無限挑戦』で「エアロビックSP」というタイトルで放送された。)
- MBC放送演芸大賞 バラエティ部門 優秀賞
- MBC放送演芸大賞 プロデューサー賞 (2009年 / 無限挑戦メンバー全員受賞)
- 第4回 ケーブルTV放送大賞 今年のTVスター賞（2010年）
- 第5回 エイアワーズ 最高のブラックカラーウォーカー（2010年）
- 第53回 全国調整選手権大会2000mノービスエイト特別賞（2011年）
- MBC放送演芸大賞 ベストカップル賞（2013年）
- MBC放送演芸大賞 ショーバラエティー部門男最優秀賞（2013年）
- KBS演芸大賞 バラエティ部門 最高のエンターテイナー賞（2014年）